# Come Clarity
Come Clarity è l'ottavo album in studio degli In Flames, pubblicato dalla Nuclear Blast nel 2006. 

## Descrizione
Inizialmente avrebbe dovuto intitolarsi Crawl Through Knives ed uscire nell'estate o nell'autunno del 2005. Le stime ritengono abbia venduto 284 000 copie in tutto il mondo. Il singolo Take This Life  è stato inserito nel videogioco Guitar Hero III: Legends of Rock. L'album è stato eletto come "miglior album svedese del decennio" dai lettori di Aftonbladet con il 26% dei voti.

## Tracce
Testi e musiche di Anders Fridén, Björn Gelotte e Jesper Strömblad.
1. Take This Life – 3:35
2. Leeches – 2:55
3. Reflect The Storm – 4:16
4. Dead End – 3:22
5. Scream – 3:12
6. Come Clarity – 4:15
7. Vacuum – 3:39
8. Pacing Death's Trail – 3:00
9. Crawl Through Knives – 4:02
10. Versus Terminus – 3:18
11. Our Infinite Struggle – 3:46
12. Vanishing Light – 3:14
13. Your Bedtime Story Is Scaring Everyone – 5:25

## Formazione
- Anders Fridén - voce
- Björn Gelotte - chitarra
- Jesper Strömblad - chitarra
- Peter Iwers - basso
- Daniel Svensson - batteria

Altri musicisti
- Örjan Örnkloo – tastiera, programmazione
- Uppsala Poker HC Crew – cori in Scream
- Lisa Miskovsky - voce aggiuntiva in Dead End